# Liste des maires de Nérac
Cet article dresse une liste par ordre de mandat des maires de Nérac.

## Liste des maires

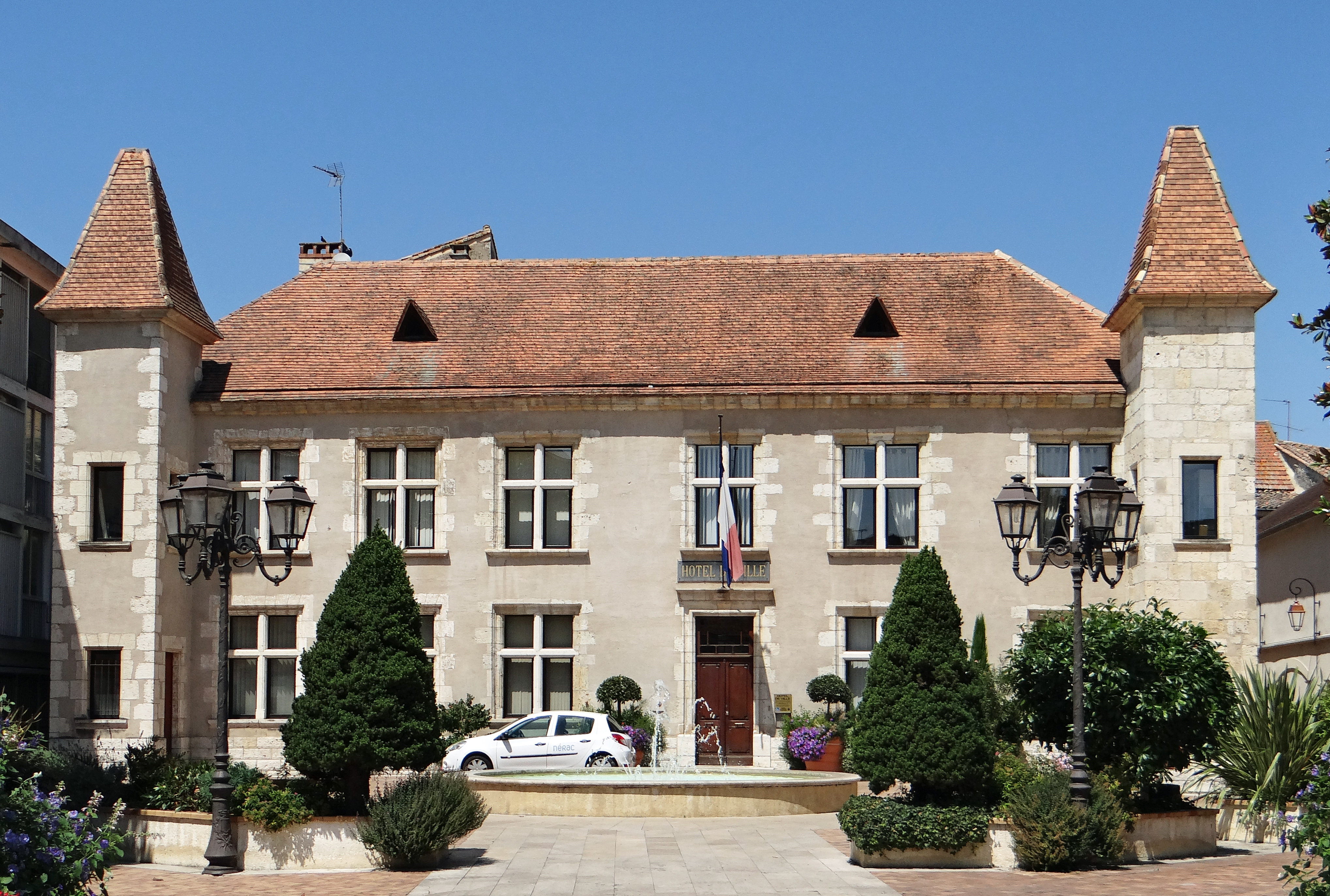
L'hôtel de ville de Nérac.

| Période                                  | Période   | Identité                                 | Étiquette        | Qualité |
| ---------------------------------------- | --------- | ---------------------------------------- | ---------------- | --- |
| Les données manquantes sont à compléter. |           |                                          |                  | |
| 1793                                     | 1794      | Jean Bernard Darbissan                   |                  | |
| 1794                                     | 1795      | Jean Beretti-Laugareil                   |                  | |
| 1795                                     | 1795      | Pierre Salinieres-Laclotte               |                  | |
| 1795                                     | 1798      | Nicolas Cabiran-Cabanes                  |                  | |
| 1799                                     | 1800      | Gabriel Lespiault                        |                  | |
| 1800                                     | 1804      | Jean François Gaude                      |                  | |
| 1805                                     | 1821      | Pierre Chambes                           |                  | |
| 1822                                     | 1830      | Auguste Bertrand Darbalade               |                  | |
| 1831                                     | 1832      | Duthil                                   |                  | |
| 1833                                     | 1833      | Descudé                                  |                  | |
| 1834                                     | 1837      | Pierre Mauvezin                          |                  | |
| 1838                                     | 1840      | Charles Isaac Detrois                    |                  | |
| 1843                                     | 1845      | Jean Marie Claude Lefranc de Pompignan   |                  | |
| 1846                                     | 1860      | Joseph Victorien Larroze                 |                  | |
| 1860                                     | 1866      | Pierre Faget                             |                  | |
| 1866                                     | 1871      | Jean Baptiste Camille Treillard du Basty |                  | |
| 1871                                     | 1871      | Louis Sibrac                             | républicain      | |
| 1871                                     | 1874      | Armand Fallières                         | ARD              | Conseiller général du canton de Nérac Président du Conseil général de Lot-et-Garonne Député Président de la République française                                                                                             |
| 1874                                     | 1876      | Jean Baptiste Camille Treillard du Basty |                  | |
| 1876                                     | 1878      | Armand Fallières                         | ARD              | Conseiller général du canton de Nérac Président du Conseil général de Lot-et-Garonne Député Président de la République française                                                                                             |
| 1878                                     | 1881      | Anatole Faugère-Dubourg                  |                  | |
| 1881                                     | 1900      | Jean-Baptiste Darlan                     | UP               | Avocat Ministre de la Justice puis ministre de la Justice et des Cultes (1896-1897) Député Conseiller général du canton de Nérac (1886-1898)                                                                                 |
| 1900                                     | 1908      | Émile Fréchou                            |                  | Conseiller général du canton de Nérac (1904-1910) |
| 1908                                     | 1912      | François Baudy                           |                  | |
| 1912                                     | 1919      | Joseph Brocqua                           |                  | |
| 1919                                     | 1940      | Paul Courrent                            | Radical          | Avocat Député Conseiller général du canton de Nérac (1910-1945) |
| 1941                                     | 1944      | Jean Laubenheimer                        |                  | |
| 1944                                     | 1966      | Gabriel Lapeyrusse                       | UNR puis UNR-UDT | Député |
| 1966                                     | 1969      | Jean Chenevoy                            |                  | |
| 1969                                     | mars 1977 | Georges Caillau                          | RI               | Député (1968-1973) Conseiller général du canton de Nérac (1966-1976) |
| mars 1977                                | mars 1983 | André Garbay                             | PCF              | Enseignant Conseiller général du canton de Nérac (1976-1982) |
| mars 1983                                | mars 2008 | Jean-Louis Brunet                        | UDF puis UMP     | Médecin généraliste Président de la communauté de communes du Val d'Albret (2005-2008) Conseiller général du canton de Nérac (1982-2001) Président du conseil général Conseiller régional d'Aquitaine                        |
| mars 2008, (réélu en mai 2020)           | En cours  | Nicolas Lacombe,                         | PS               | Enseignant (directeur d'école) Conseiller municipal Conseiller général du canton de Nérac, Conseiller départemental, Président de la communauté de communes du Val d'Albret (2011-2016,) Suppléant du sénateur Pierre Camani |